# Catherine Martell
Catherine Packard, coniugata Martell, è un personaggio immaginario della serie televisiva statunitense I segreti di Twin Peaks, creata da Mark Frost e David Lynch.
È interpretata da Piper Laurie, con la voce italiana di Sonia Scotti.
Catherine è la direttrice della Segheria Packard, donna fredda, cinica e senza scrupoli avvezza al tradimento e al doppiogiochismo, il suo unico scopo è l'acquisizione di maggiori potere e ricchezza.

## Profilo
Catherine Martell rappresenta per certi versi una controparte femminile del personaggio di Benjamin Horne, a differenza del quale non arriva però mai a ravvedersi dalla sua condotta e non si pente delle sue azioni criminali. Si presenta come una figura estremamente fredda, incompassionevole, cinica, doppiogiochista, ambigua e totalmente priva di scrupoli. In una delle sue prime scene nell'episodio Pilota, Catherine licenzia senza pensarci due volte un operaio della Segheria Packard colpevole di averla sentita mentre insultava Josie.
Durante la serie è possibile notare come, ogni rapporto affettivo e familiare della donna sia sublimato alla sua avidità: l'amore per il marito, Pete Martell, è stato logorato dalla progressiva descensus inferi di lei nella spietata caccia a ricchezza e potere; col fratello Andrew, cui si scopre essere sempre stata al corrente che la sua morte fosse una messinscena, ha in comune il solo interesse per gli affari, ma lo tratta esattamente come il marito, non si fida minimamente di lui e non gli rivolge una sola parola di affetto; tenta più volte di uccidere la cognata, e perfino la sua relazione adulterina con Ben Horne è derivata unicamente dall'interesse per il Progetto Ghostwood.
Maestra dei travestimenti, Catherine parla fluentemente il francese e il giapponese. Forte di tali abilità all'inizio della seconda stagione, il personaggio veste i panni di un uomo giapponese di mezza età. L'escamotage, volto a ricattare Ben Horne, offre a Piper Laurie la possibilità di cimentarsi, con successo, in una prova d'attrice estremamente complessa. Nonostante i loschi traffici, durante la serie Catherine non viene mai sospettata di nulla e, nel prematuro finale della serie, è il solo personaggio negativo a sopravvivere ed a raggiungere ogni suo scopo, impadronendosi del Ghostwood, sbarazzandosi di Eckhardt e della cognata Josie.

## Biografia

### Antefatti
Catherine Packard nacque a Twin Peaks, Washington, il 20 novembre 1940, figlia secondogenita dei ricchi proprietari della Segheria Packard dopo il fratello Andrew, che alla morte dei genitori ereditò l'impresa, della quale Catherine fu nominata direttrice.
Dopo quella cui si riferisce come una "infatuazione estiva", Catherine sposò il taglialegna, nonché suo dipendente, Pete Martell. La loro storia d'amore si interruppe però pochi anni dopo a causa del progressivo raffreddamento del carattere della donna, tanto che incominciarono perfino a dormire in stanze separate.
Nel momento in cui suo fratello Andrew tornò da un viaggio d'affari a Hong Kong portando con sé la giovane Josie, sposata durante la permanenza in Cina, Catherine disapprovò ed insaurò una forte innemicizia per la ragazza, rafforzata nel momento in cui il pericoloso uomo d'affari Thomas Eckhardt, precedente capo ed amante di Josie, mosso dalla gelosia minacciò l'omicidio di Andrew, che inscenò la sua morte al fine di calmare le acque.
Dopo tale evento Catherine, al corrente della messinscena del fratello, mantenne la posizione di direttrice della Segheria Packard, la cui proprietà passò a Josie, fingendo di non essere al corrente della complicità di questa nell'attentato al fratello.
Circa nel 1988, incominciò una relazione segreta con il latifondista Benjamin Horne, al fine di imbastire un complotto per dar fuoco alla segheria, uccidere Josie ed intascare l'assicurazione.

### NeI segreti di Twin Peaks
Presa dal raggiungimento del suo obiettivo, Catherine non sospetta che Ben faccia in realtà il doppio gioco, e stia contrattando con Josie per chiudere la segheria di comune accordo ed arricchirsi entrambi con i profitti conseguenti; sul finire della prima stagione tuttavia comprende della coalizione tra i due dopo aver scoperto che, con l'inganno, hanno cercato di farle aprire una assicurazione sulla vita.
Al fine di scampare alle macchinazioni della cognata e dell'amante si riconcilia con Pete, servendosi di lui per smascherarli senza successo; viene dunque attirata alla segheria da Hank Jennings nel momento in cui Leo Johnson da fuoco all'edificio.
Dopo l'incendio, l'unica persona trovata dai soccorritori è Shelly Johnson, mentre il corpo di Catherine non viene rinvenuto.
Poco tempo dopo un misterioso uomo d'affari giapponese, Mr. Tajimora, fa il suo arrivo a Twin Peaks, e offre 5 milioni di dollari a Horne per non chiudere il contratto del Progetto Ghostwood con gli islandesi. Subito dopo avere accettato, il latifondista viene arrestato con l'accusa dell'omicidio di Laura Palmer e tutti i suoi piani vanno in cenere. Mr. Tajimora rivela allora di essere nient'altri che Catherine, a suo dire sopravvissuta all'incendio grazie all'intervento di un angelo custode. Essa raggira l'uomo facendosi consegnare la sua quota sul Ghostwood in cambio di un alibi per la notte dell'omicidio, in seguito però non mantiene la promessa e lascia Ben in prigione.
Catherine ritorna dunque alla propria casa e riassume il comando della segheria, la quale non è completamente bruciata. Nel frattempo Eckhardt pretende che Josie torni ad Hong Kong e la giovane, terrorizzata, chiede pietà e protezione a Catherine, la quale la umilia, e la costringe in cambio a diventare la sua serva personale.
Andrew nel frattempo fa il suo ritorno, pur continuando a far credere a tutta Twin Peaks di essere veramente morto, e progetta con la sorella un'atroce vendetta nei confronti dell'infedele moglie. All'arrivo in città di Thomas Eckhardt, dunque, i due fratelli gli consegnano Josie forzandola a recarsi in una stanza del Great Nother Hotel per un incontro sessuale con lui.
Prima di lasciarla al suo destino ad ogni modo, Catherine consegna a Josie una pistola automatica offrendole come unica possibilità di uscire dalla situazione quella di uccidere Eckhardt con le sue mani, pur sapendo che in tal caso verrebbe arrestata.
La sua vendetta finale si evolve meglio di quanto Catherine stessa sperasse, difatti non solo Josie uccide l'uomo, ma invece di venire arrestata, muore subito dopo per cause misteriose.